# Mirador de Vistabella
El mirador de Vistabella es un mirador situado en la parte del barrio homónimo perteneciente al municipio de Santa Cruz de Tenerife (Canarias, España). Se localiza en la carretera TF-180. Desde este mirador se puede contemplar la ciudad de Santa Cruz de Tenerife.
Las distintas construcciones que se han ido realizando en su entorno han quitado gran parte de la belleza del lugar, que podía contemplarse no sólo en el propio mirador, sino en las cercanías. Es uno de los pocos ejemplos de mirador sobre Santa Cruz habilitado como tal.

## Historia
Desde el mirador, puede observarse un tramo del sendero montañoso que, partiendo desde lo alto de Los Valles, desemboca en Cueva Roja y por el cual transitaron a diario, durante la primera mitad del siglo XX, las lecheras que vendían su mercancía en Santa Cruz. Debían pagar (o esquivarlo) el pago del fielato de Vistabella, impuesto a las mercancías que se les exigía para vender en la capital. También allí, cogían la guagua de vuelta a sus casas.

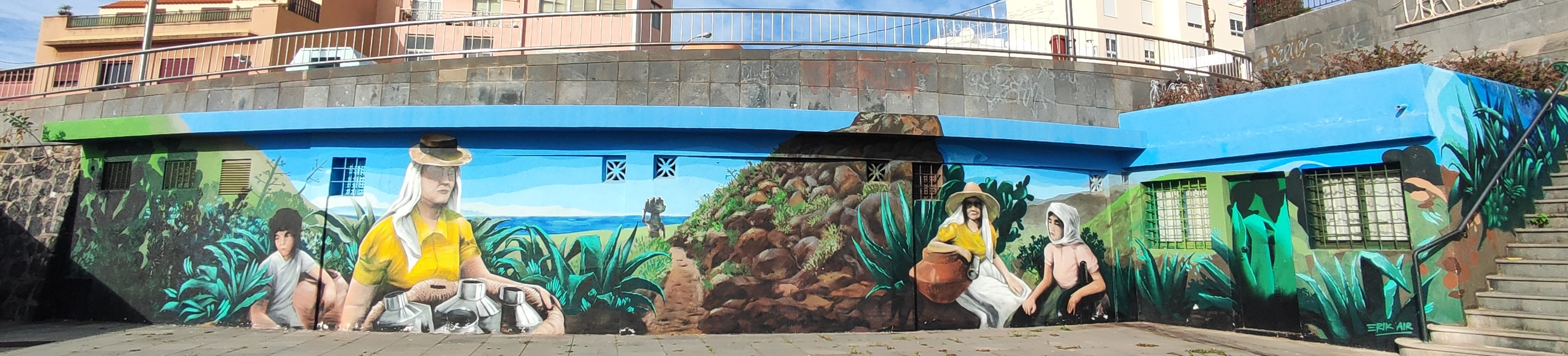
Mural homenaje a las lecheras, en Vistabella

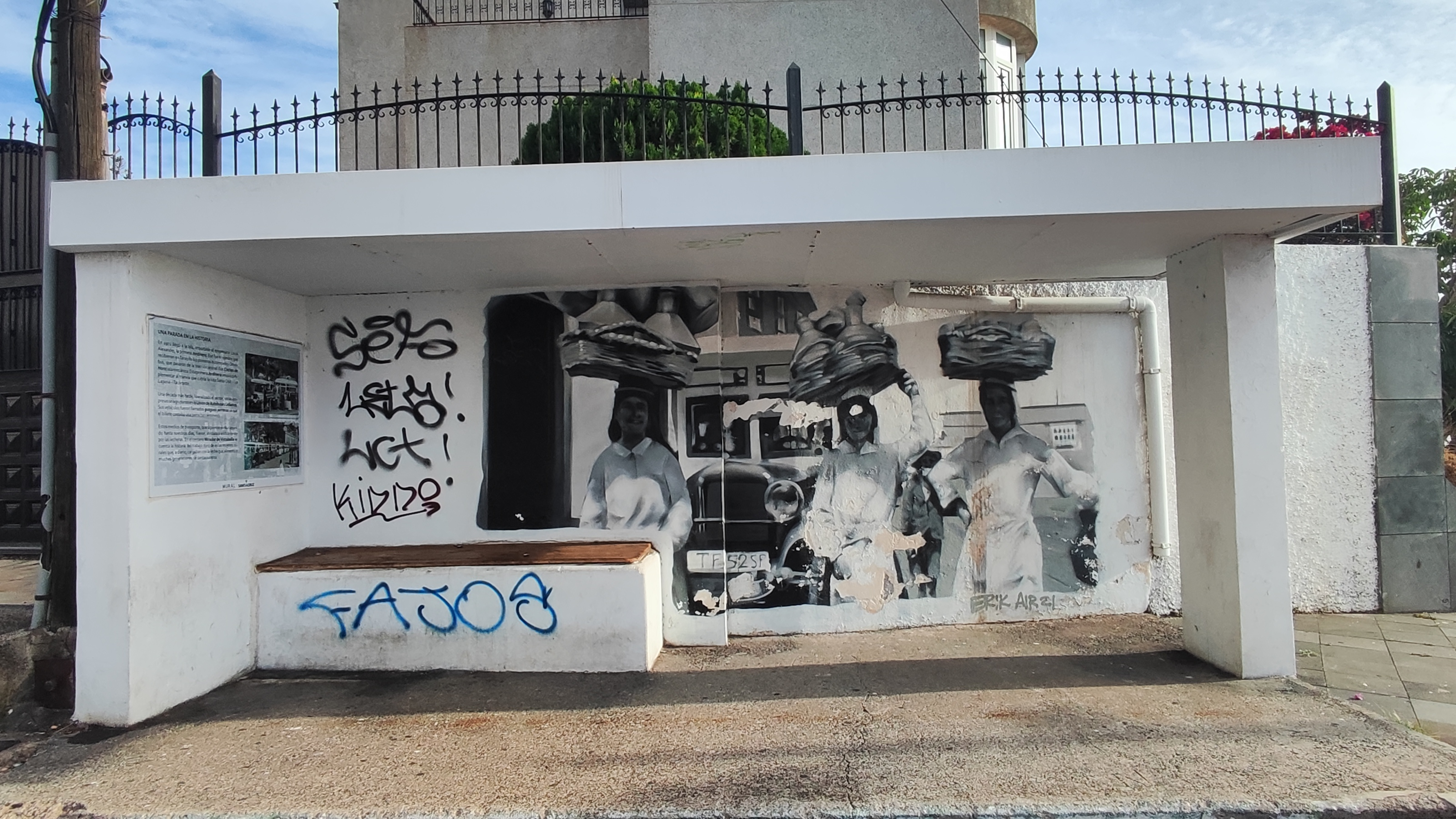
Parada de guaguas, Vistabella

En el año 2020 el ayuntamiento de Santa Cruz de Tenerife decidió recuperar el mirador como espacio de ocio,y recuperar su historia para conocerla mejor. Para ello, se construyó un mural basado en la obra pictórica del artista tinerfeño Pedro de Guezala, coetáneo a la época de mayor actividad de las lecheras, a las cuales retrató en varios de sus cuadros. 
Otra de las rehabilitaciones llevadas a cabo fue la restauración de la antigua parada de guaguas que se encuentra a la entrada del Mirador y en la cual se explica la historia de la evolución del transporte en la zona (el tranvía que llegaba a Tacoronte, la llegada de las Jardineras y de las guaguas perreras, llamadas así porque costaban una perra). Todos estos medios de transporte también fueron usados asiduamente por las lecheras.

## Transporte
En guagua queda conectado mediante las siguientes líneas de Titsa: 
| Línea | Trayecto                                | Recorrido | Frecuencia   |
| ----- | --------------------------------------- | --------- | ------------ |
| 014   | Santa Cruz - La Laguna                  | Recorrido | 5-10 minutos |
| 228   | Santa Cruz - Los Campitos por La Cuesta | Recorrido | Varía        |